# Susanne Wess
Susanne Wess (* 14. September 1968 in München) ist eine deutsche Journalistin und Autorin von Reise- und Gastronomieführern.

## Leben
Susanne Wess wurde am 14. September 1968 in München geboren und hat lange im Veneto, in Rom und an der Amalfiküste gelebt. Sie absolvierte in München und Verona ihr Übersetzerstudium und spricht italienisch, spanisch, englisch und französisch.
Seit 1999 arbeitet sie nach langjähriger Tätigkeit in diversen TV-, Print- und online-Redaktionen freiberuflich. Ihre Themen sind Reisen, Sport, Gastronomie, Lifestyle und Wein.
Susanne Wess schreibt Artikel für die Tageszeitungen tz, die Zeitschriften ADAC Reisemagazin, Reisen exclusiv, DelikatEssen, Myself, in Asien, Emotion, Vital, Ärztliches Journal und Alps sowie für die online-Portale Sonoitalia und Gourmetfreak. Bis 2019 schrieb Wess auch für die Tageszeitung Die Welt Kompakt.
Als Autorin hat sie sich einen Namen mit diversen Reise- und Hotelführern gemacht. 2018 übernahm Susanne Wess die deutsche Chefredaktion des Hochglanzmagazins Luxos mit Sitz in Mailand.

## Werke und Veröffentlichungen (Auswahl)
- Venedig. Eine Stadt in Biographien. Travel House Media, München 2012, ISBN 978-3-8342-1252-8.
- Rom. Eine Stadt in Biographien. Travel House Media, München 2012, ISBN 978-3-8342-1177-4.
- Historische Gast-Häuser & Hotels Salzburg und Salzburger Land. Hoffmann Verlag, Gerlingen 2005, ISBN 3-941103-11-3.
- Historische Gast-Häuser & Hotels Tirol. Hoffmann Verlag, Gerlingen 2005, ISBN 3-942659-10-7.
- Historische Gast-Häuser & Hotels Südtirol. Hoffmann Verlag, Gerlingen 2005, ISBN 3-935834-19-5.
- Historische Gast-Häuser & Hotels Toskana. Hoffmann Verlag, Gerlingen 2005, ISBN 3-935834-20-9.
- Historische Gast-Häuser & Hotels Gardasee. Hoffmann Verlag, Gerlingen 2005, ISBN 3-935834-43-8.
- Historische Gast-Häuser & Hotels Sizilien und Liparische Inseln. Hoffmann Verlag, Gerlingen 2005, ISBN 3-935834-44-6.
- Historische Gasthäuser und Hotels in Spanien: ohne Inseln. Hoffmann Verlag, Gerlingen 2005, ISBN 3-935834-16-0.
- Historische Gasthäuser und Hotels in Italien. Hoffmann Verlag, Gerlingen 2005, ISBN 3-935834-03-9.